# 一生一緒
「一生一緒」（いっしょういっしょ）は、時東ぁみ∞タートルズの楽曲。時東の1作目の配信限定シングルとして2008年11月11日にリリースされた。

## 概要
本曲は時東ぁみが初めて作詞を手掛け、The Turtlesがプロデュースし、つんく♂がプロデュースを担当しなかった初めての曲となった。
音楽配信サイトmusic.jpでのみデジタルリリースされており、CD化されていない。
2008年8月24日、NACK5スタジアム大宮にて開催された『NACK5 SUMMER FESTA 2008』でライブ初披露された。
ライブイベント『NACK5 SUPER COUNTDOWN LIVE 2008』『スーパーアイドルミックス』などで披露された。

## 収録曲
| #  | タイトル     | 作詞     | 作曲                          | 編曲        |  |
| -- | ------------ | -------- | ----------------------------- | ----------- |  |
| 1. | 「一生一緒」 | 時東ぁみ | 松本タカヒロ from The Turtles | The Turtles |  |